# Hybomitra illota
Hybomitra illota (лат.) — вид слепней из подсемейства Tabaninae.

## Описание
Длина тела имаго от 11 до 14 мм. Глаза темно-пурпурные с четырьмя зеленовато-синими поперечными полосами. Лобная полоска бурая с черными волосками, узкая и заметно расширена сверху. Нижняя лобная мозоль почти квадратная. Грудь в основном чёрная. Нотоплевры красноватые. Среднеспинка в чёрных волосках, со слабыми продольными полосами. Бочки груди серые покрыты пыльцой, в основном с белыми волосками. Тазики и бёдра черноватые. Голени и лапки красновато-черные. Крылья в основном прозрачные, только на развилке радиальных жилок (R4+5) имеются буроватые пятна. фоновый цвет брюшка сверху чёрный. Задний край тергитов по середине с чёрными волосками и узко беловатым опылением. Первые три-четыре тергита по бокам с желтовато-белыми или оранжевых овальными пятнами и беловатыми срединными треугольниками.

## Биология
Самки этого вида агрессивные кровососы, нападают на людей и домашный скот. Летают с конца мая до середины июля. В северных частях ареала лёт может продолжаться до начала августа. Личинки развиваются по краям прудов и болот, а также в сфагновых и лесных болотах во мху или в слабо разложившихся органических остатках, особенно древесных.
В период спаривания самцы образуют скопления до 50 особей на лесных полянах, по краям болот, около газонов, вдоль лесных тропинок и проезжих частей дорог.

## Распространение
Вид встречается в Канаде и во всех северных штатах США, включая Аляску.